# Бруно Паул
Паул Бруно (Зајфхенерсдорф, 19. јануар 1874 — Берлин, 17. август 1968) је био немачки графичар, архитекта, дизајнер и карикатуриста. Од 1894. студирао је сликарство на Академији у Минхену. Радио је најпре као карикатуриста у часописима „Југенд“ и „Симплицисимус“. Године 1897. био је саоснивач Удружених радионица за уметност и занате у Минхену. У потрази за једноставним, сврсисходним, а ипак елегантним формама дизајнирао је 1906. прве типске комаде намештаја. Док је као дизајнер најпре био окренут југендстилу, а затим арт декоу у својим архитектонским нацртима ишао је корак даље у правцу модерне. Аутор је и неколико плаката. 